# コザ市
コザ市（コザし）は、かつて1956年から1974年まで沖縄県の沖縄本島中部にあった市。日本で唯一のカタカナ表記の市名であった。
沖縄県内の市、沖縄本島中部では唯一海に面していない基礎自治体だった（合併を経た現在の沖縄市は南東部で太平洋に面している）。

## 概要
元々は越來村（ごえくそん）という地名であったが、太平洋戦争末期の1945年4月、沖縄戦で上陸したアメリカ軍が、同村字嘉間良一帯に宣撫隊本部を、同村字胡屋（ごや）に野戦病院や物資集積所などを建設し、「キャンプ・コザ」と呼んだ。また同地に難民収容所が開設され、人口増加に伴い同年9月から一時的に胡差市（こざし）となる。コザという名は隣接する美里村の古謝（こじゃ）と、越來村の胡屋（ごや）が混同されたのではないかと言われている（占領時に英語表記つづりの誤読がそのまま採用されたとの説もある）。
1946年4月に元の越來村に戻ったが、1956年6月13日にコザ村（コザそん）と改称、7月1日に市に昇格し、以後、沖縄本島中部の中心都市として発展。
1974年4月1日に美里村と合併して沖縄市となり、コザ市は消滅した。市役所は字仲宗根に置かれ、合併後はそのまま沖縄市役所となり、のちの住居表示実施に伴う町名変更で仲宗根町となった。

## 歴史
| 西暦   | 人口     |
| ------ | -------- |
| 1935年 | 8,481人  |
| 1940年 | 8,093人  |
| 1950年 | 18,431人 |
| 1955年 | 35,283人 |
| 1960年 | 46,695人 |
| 1965年 | 55,923人 |
| 1970年 | 58,658人 |

琉球王国（薩摩藩支配下）時代の1666年、越來間切の東半分を美里間切として分離した。
1908年4月1日、島嶼町村制により越來間切が越來村となる。戦前の越來村は、畑の多い農村だった。
アメリカ合衆国による沖縄統治下の1945年9月、地方行政緊急措置要綱により胡差市となる。1946年4月に元の越來村に戻ったが、畑だったところに嘉手納基地などの米軍基地が次々と建設され大きく一変。1970年12月20日のコザ暴動につながった。
1956年6月13日に越來村をコザ村と改称。同年7月1日に市に昇格してコザ市となる。市庁舎はかつて胡屋1丁目（胡屋十字路東側）にあったが、同十字路南側の胡屋2丁目（現在のコザ年金事務所）に鉄筋コンクリート造3階の庁舎を建てて、1958年6月11日に移転。これも手狭になったため、琉球政府に建物を売却して、1969年に仲宗根町に移転した。
コザ市は人口が急増した1960年代から、沖縄返還（1972年）後の1975年にかけて、大阪府豊中市に延べで約120人の職員を派遣して行政実務の研修を受け、「豊中学校」（豊中側では「コザ学校」）と呼ばれた。1964年、大山朝常コザ市長（当時）が、豊中にある大阪大学に四男が通っていた縁で、豊中に住む沖縄戦遺族に形見の代わりにハイビスカスと霊石を送ったことが交流のきっかけで、現在も沖縄市と豊中市は兄弟都市となっている。
1974年4月1日、隣の美里村と合併して沖縄市となり、コザ市は消滅した。

## 隣接していた自治体
- 石川市（現在のうるま市、1666年までは同じ越来間切で、以降1945年まで美里間切→美里村の一部だった）
- 美里村（現在の沖縄市）
- 恩納村
- 読谷村
- 嘉手納村（現在の嘉手納町）
- 北谷村（現在の北谷町）
- 北中城村

## 行政

### 歴代市長
特記なき場合『日本の歴代市長 市制施行百年の歩み』などによる。
| 代 | 氏名     | 就任                      | 退任               | 備考       |
| -- | -------- | ------------------------- | ------------------ | ---------- |
| 1  | 比嘉真市 | 1956年（昭和31年）7月1日  | 1958年（昭和33年） | 旧コザ村長 |
| 2  | 大山朝常 | 1958年（昭和33年）9月20日 | 1972年（昭和47年） | 本土復帰   |

| 代 | 氏名     | 就任               | 退任                      | 備考 |
| -- | -------- | ------------------ | ------------------------- | ---- |
| 1  | 大山朝常 | 1972年（昭和47年） | 1974年（昭和49年）3月31日 | 廃止 |

## 復帰前の画像

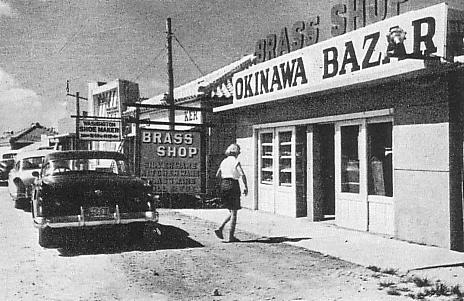
アメリカ人向け土産物店（1955年頃）
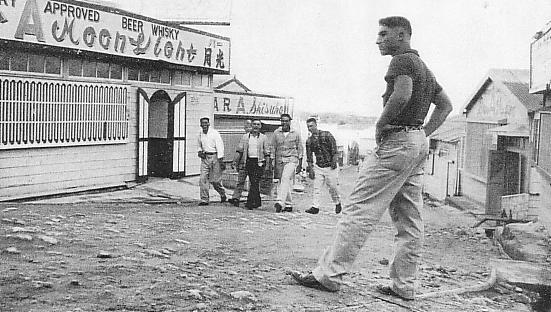
赤線地帯だった八重島通り（1955年頃）
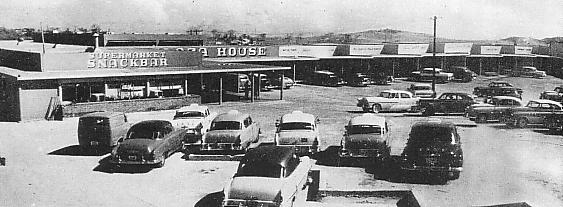
プラザハウスショッピングセンター（1955年頃）

## 現在のコザ
合併後、沖縄市となってから「コザ」の名が消え（字名や町名に「コザ」の文字は使われていない）、市役所だけでなく警察署、郵便局、裁判所支部などの公共機関や道路案内標識の表示が次々と「コザ」から「沖縄」と変更した（道路標識は最初「沖縄市」と表示したが、1980年代以降「沖縄」に変更した）。しかし、混乱を防ぐため現在でも県税事務所はコザの名称が使用されているほか、銀行や商店などの民間企業の支店などはコザの名称が使われており、学校名にも残っている。こうして市の中心部は今でも「コザ」の名称で親しまれており、その地へ行く場合「沖縄市へ行く」というよりも「コザへ行く」という人が多く、「沖縄市コザ」と使う人はまずいない。また「コザ」は「胡屋」あるいは「古謝」の転訛であると言われるが、交差点（十字路）は「胡屋十字路」と「コザ十字路」が別々に存在し、古謝という地名も健在である。
合併後の沖縄市は、沖縄本島中部の中核都市と発展し、人口が県都那覇市に次いで2番目に多く、1980年代半ばには10万人を突破した。また嘉手納基地や嘉手納弾薬庫など多くの米軍基地を抱え、現在でも市の北西部の多くが基地となっている。しかし、旧美里村を中心に返還されている旧米軍用地もあり、跡地に住宅が建てられ、市の人口も旧コザ市よりも旧美里村が上回るようになった。かつて市の中心部にあった裁判所や保健所も、旧美里村域へ移転した。最近では旧コザ市の商店街などは廃れている。

### エイサーとの関わり
コザ市（現在の沖縄市）主催で1956年に全島エイサーコンクール（現・沖縄全島エイサーまつり）を開催。2007年6月13日、「エイサーのまち」宣言をし、地域の活性化に取り組んでいる。

### 教育
大学
- かつて国際大学が南桃原にあったが、1972年に沖縄大学の一部と統合して宜野湾市に沖縄国際大学を設置したため廃止された。

高等学校
- 沖縄県立コザ高等学校
- 沖縄県立球陽高等学校（1989年に開校したが、1970年代までは同敷地内に私立中央高校があった。）
- 沖縄県立美来工科高等学校（2005年に中部工業高校から校名変更）

中学校
- 沖縄市立コザ中学校
- 沖縄市立安慶田中学校
- 沖縄市立越来中学校
- 沖縄市立山内中学校

小学校
- 沖縄市立コザ小学校
- 沖縄市立中の町小学校
- 沖縄市立安慶田小学校
- 沖縄市立越来小学校
- 沖縄市立室川小学校
- 沖縄市立諸見小学校
- 沖縄市立山内小学校
- 沖縄市立島袋小学校
- 北谷町立北谷小学校（北谷町との市町境に接しているところに設置されている）

### 交通
道路
- 沖縄自動車道
  - 沖縄南インターチェンジ

- 国道329号（国道330号と交わる交差点が「コザ十字路」）
- 国道330号（国道329号と交わる交差点が「コザ十字路」、沖縄県道20号線と交わる交差点が「胡屋十字路」）
- 沖縄県道74号沖縄嘉手納線（主要地方道）
- 沖縄県道85号沖縄環状線（主要地方道・一部国体道路）
- 沖縄県道23号沖縄北谷線（主要地方道・国体道路）
- 沖縄県道20号線（国道330号と交わる交差点が「胡屋十字路」）
- 沖縄県道24号線
- 沖縄県道26号線

路線バス

- 21番・新都心具志川線（琉球バス交通）
- 23番・具志川線（琉球バス交通）
- 27番・屋慶名（大謝名）線（琉球バス交通・沖縄バス）
- 30番・泡瀬東線（東陽バス）
- 31番・泡瀬西線（東陽バス）
- 52番・与勝線（沖縄バス）
- 60番・泡瀬循環線（東陽バス）
- 61番・前原線（沖縄バス）
- 62番・中部線（琉球バス交通）
- 63番・謝苅線（琉球バス交通）
- 75番・石川北谷線（琉球バス交通）
- 77番・名護東線（沖縄バス）
- 80番・与那城線（沖縄バス）
- 90番・知花（バイパス）線（琉球バス交通）
- 111番・高速バス（琉球バス交通・沖縄バス・那覇バス・東陽バス4社共同運行）
- 113番・具志川空港線（琉球バス交通） 沖縄南IC以南は沖縄自動車道利用
- 123番・石川空港線（琉球バス交通） 沖縄南IC以南は沖縄自動車道利用
- 127番・屋慶名（高速）線（沖縄バス） 沖縄南IC以南は沖縄自動車道利用
- 223番・具志川おもろまち線（琉球バス交通）
- 227番・屋慶名おもろまち線（琉球バス交通・沖縄バス）
- 263番・謝苅おもろまち線（琉球バス交通）
- 290番・知花おもろまち線（琉球バス交通）

### 主要施設
- 沖縄の米軍基地
  - 嘉手納飛行場
  - 嘉手納弾薬庫地区
- 沖縄こどもの国